# 片山和之

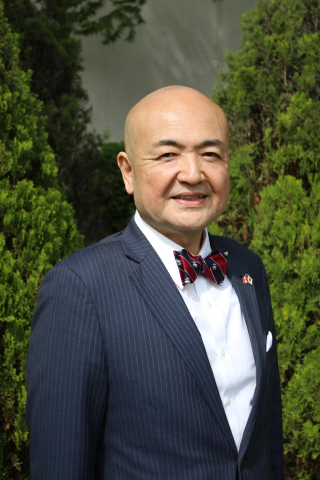
外務省より公表された肖像

片山 和之（かたやま かずゆき、1960年5月5日 - ）は、日本の外交官。日本台湾交流協会台北事務所代表。元駐ペルー特命全権大使。元上海日本国総領事、広島県生まれ。

## 経歴
- 1960年 - 広島県福山市で生まれる

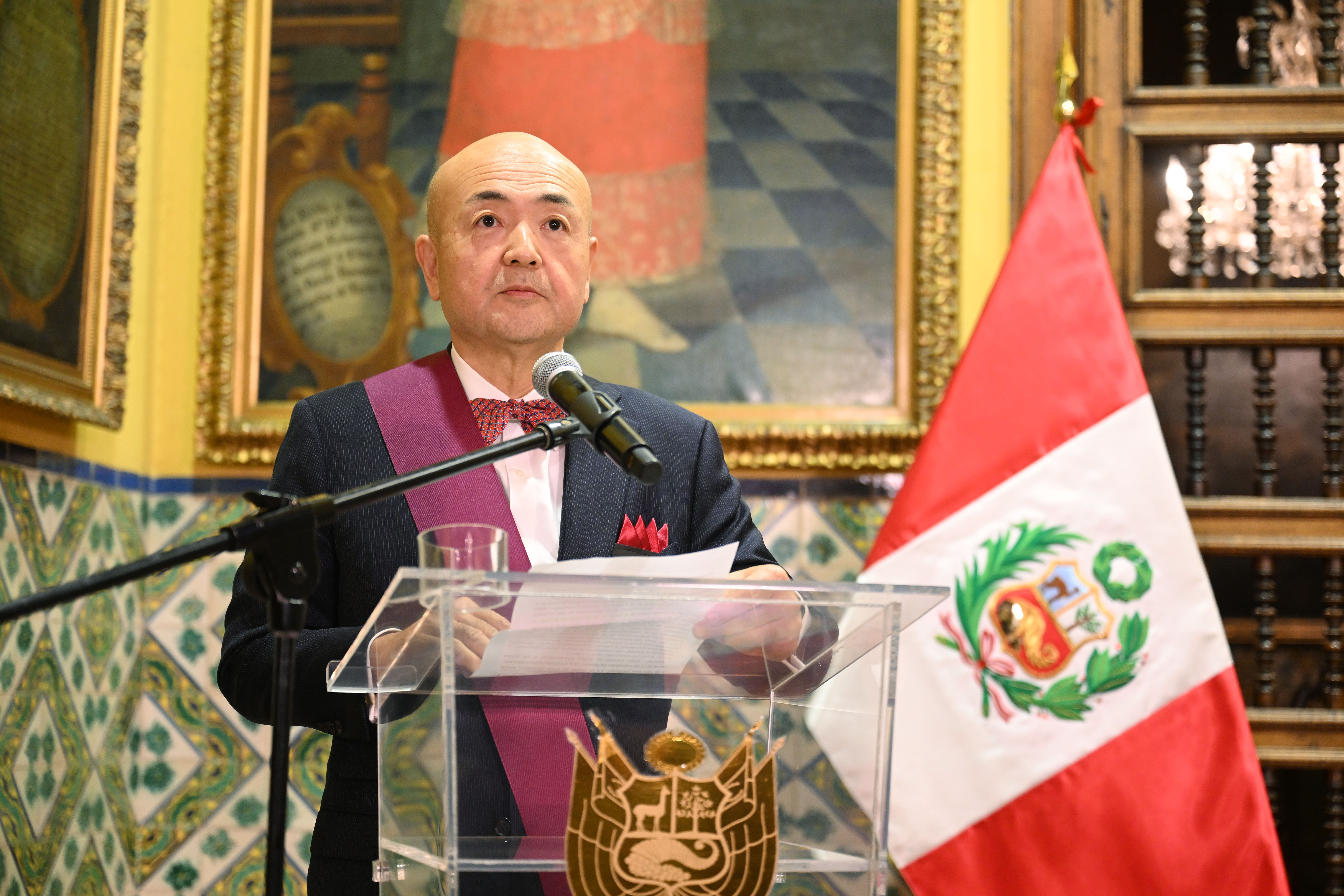
2023年、ペルーにて

- 1979年 - 広島大学附属福山高等学校卒業
- 1983年 - 京都大学法学部卒業、外務省入省
- 1984年～1986年 - 香港中文大学，北京語言学院，北京大学留学
- 1987年 - スタンフォード大学大学院、ハーバード大学大学院留学
- 1987年 - ハーバード大学大学院修士課程修了・修士号取得（MA 地域研究）
- 1987年6月 - 在中華人民共和国日本国大使館二等書記官
- 1989年7月 - 外務省経済局経済安全保障室事務官，課長補佐
- 1992年1月 - 外務省アジア局中国課補佐，天皇皇后両陛下御訪中準備室長補佐
- 1994年6月 - 外務省アジア局中国課首席事務官
- 1994年9月 - 外務省大臣官房外務報道官組織海外広報課首席事務官
- 1996年4月 - 内閣官房副長官（事務）秘書官（橋本内閣）
- 1997年7月 - 在中国日本国大使館一等書記官
- 1999年8月 - 在アメリカ合衆国日本国大使館一等書記官
- 2000年1月 - 在米国日本国大使館参事官
- 2002年8月 - 外務省経済局国際エネルギー課長
- 2004年8月 - 外務省大臣官房広報文化交流部文化交流課長
- 2006年8月 - 在マレーシア日本国大使館公使（次席）
- 2007年～2011年 - マラヤ大学大学院博士課程留学
- 2008年8月 - 在中国日本国大使館公使（経済部長）
- 2010年8月 - 在ベルギー日本国大使館公使（次席）
- 2011年 - マラヤ大学大学院博士課程修了・博士号取得（PhD 国際関係論）
- 2013年9月 - 在デトロイト日本国総領事
- 2015年8月 - 在上海日本国総領事
- 2019年1月 外務省研修所所長（～2020年7月）
- 2020年7月 駐ペルー特命全権大使（～2023年10月）
- 2023年11月 日本台湾交流協会台北事務所代表[1]

## 学会
- 日本国際政治学会会員

## 同期
- 相川一俊（23年EU大使・20年イラン大使）
- 相星孝一（21年韓国大使・18年イスラエル大使・14年ASEAN大使）
- 尾池厚之（23年ジュネーブ代表部大使・20年ユネスコ大使）
- 小笠原一郎（19年軍縮会議大使・16年マダガスカル大使）
- 奥山爾朗（22年ヨルダン大使）
- 金杉憲治（23年中国大使）
- 杵渕正巳（22年ボスニアヘルツェゴビナ大使・20年東ティモール大使）
- 木村元（20年モザンビーク大使）
- 新美潤（22年OECD大使）
- 丸山則夫（22年アイルランド大使）
- 水内龍太（22年オーストリア大使・20年ザンビア大使）
- 水鳥真美（18年国連事務総長特別代表）
- 道上尚史（23年ブルガリア大使・21年ミクロネシア連邦大使）
- 南博（22年オランダ大使）
- 宮原信孝（18年笹川平和財団研究員）
- 村林弘文（21年在ヒューストン日本国総領事）
- 森健良（21年外務事務次官）
- 山﨑和之（23年国連大使）
- 山田滝雄（20年ベトナム大使・17年ユネスコ大使・10年ASEAN大使）
- 山本広行（23年ベラルーシ大使・20年トルクメニスタン大使）
- 和田充広（21年パキスタン大使）

## 著書
- 『ワシントンから眺めた中国』（2003年 東京図書出版）
- 『対中外交の蹉跌―上海と日本人外交官』（2017年 日本僑報社）
- 『歴史秘話外務省研修所―知られざる歩みと実態』（2020年 光文社新書）
- 『遙かなる隣国ペルー 修交150周年 太平洋が繋ぐ戦略パートナーシップ』（2022年 東京図書出版）
- 「China's Rise and Japan's Malaysia Policy」（2013 University of Malaya Press）